# Katharine Susannah Prichard

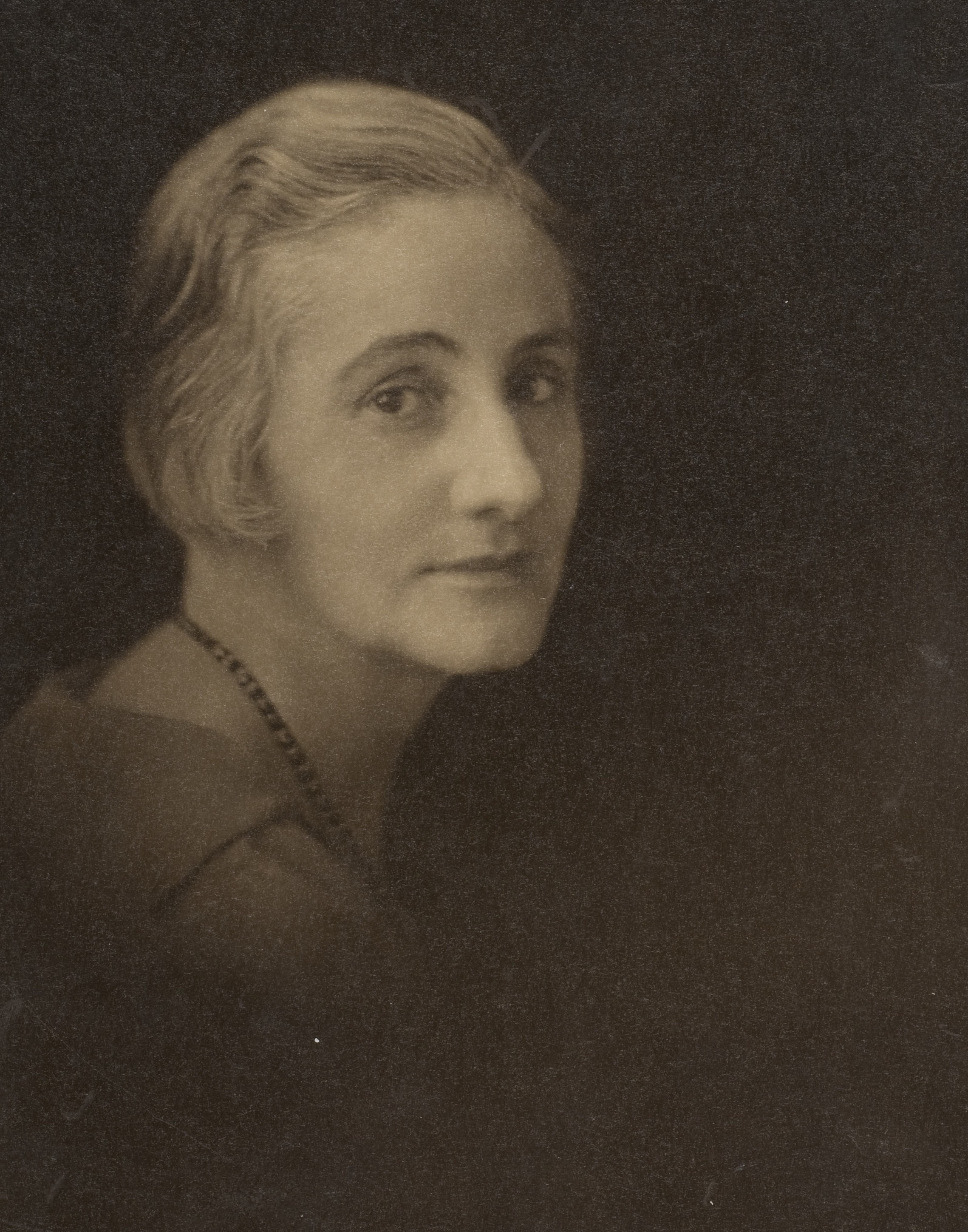
Katharine Susannah Prichard, 1927 eller 1928.

Katharine Susannah Prichard, född 4 december 1883 i Levuka, Fiji, död 2 oktober 1969 i Perth, Western Australia, var en australisk författare och en av grundarna av Australiens kommunistiska parti. Hon var en av Australiens första författare som fick internationellt erkännande. Hon har bland annat vunnit priset The Hodder and Stoughton All Empire Literature Prize for Australasia för sin roman The Pioneers 1915. 

## Biografi

### Politiskt engagemang
1908 tackade Prichard ja till erbjudanden att besöka Paris och London. Där såg hon hunger, depression och hemlöshet vilket ledde till att hon blev socialist. Hon blev senare en betydande medlem av Kommunistpartiet i Australien. 

### Äktenskapet
På ett sjukhus i London mötte hon sin blivande man Hugo Throsell. Han var en soldat från Perth, Västra Australien och hade precis blivit belönad med The Victoria Cross för arbete i Gallipoli. De gifte sig 1919. Hugo sköt ihjäl sig själv i samband med en utlandsresa, efter ekonomisk depression. 

### De sista åren
Katharine fick en stroke vilken avbröt henne i skrivandet av Subtle Flame, men hon blev frisk och avslutande romanen. 
Katharine dog i sitt hem i Greenmount, Perth, Västra Australien den 2 oktober 1969. Hennes aska spreds i Greenmount, precis som hon önskat. Huser hon bodde i är idag ett stort skrivarcentrum, Katharine Susannah Prichard Writing Center, för människor intresserade av författarskap. Centret publicerar egna antologier varje år, och medverkar i tävlingar så som A book in a day.

## Utmärkelser
Nedslagskratern Prichard på planeten Venus är uppkallad efter henne.